# Petrus de Alvernia
Petrus de Alvernia (Peter von Auvergne, auch Petrus de Croco; * um 1240 in Crocq im südlichen Zentralfrankreich; † 25. September 1304) war ein französischer Philosoph der Scholastik und ein Theologe.

## Leben
Petrus de Alvernia lehrte an der Universität von Paris über mehr als zwanzig Jahre als Magister der Artistenfakultät, nämlich ab den frühen 1270er Jahren bis in die 1290er Jahre. Er ist einer der wenigen Magister dieser Zeitperiode, die namentlich bekannt sind.
Um 1283 begann er ein Theologiestudium, und 1296 wurde er zum doctor theologiae promoviert; von 1296 bis 1302 lehrte er als Magister der Theologie in Paris. Ansonsten gibt es über ihn wenig biographische Information, und sie ist teilweise unsicher. Die Zeitangabe „um 1240“ für seine Geburt wurde indirekt erschlossen. Insbesondere ist nicht sicher, dass alle Erwähnungen eines „Petrus de Alvernia“, das heißt eines Petrus, der aus der Auvergne stammt, ein und dieselbe Person betreffen. Der Pariser Magister, um den es hier geht, wurde im Laufe der Jahrhunderte mit etlichen anderen Erwähnungen dieses Namens in Verbindung gebracht, wobei folgende davon in der neueren Forschungsliteratur ausgeschlossen werden: Petrus ab 1296 ein zweites Mal Rektor der Universität Paris, Petrus als Troubadour, als Doktor der Medizin, als Franziskaner bzw. als Dominikaner. Trotz einzelner Zweifel werden folgende Angaben dem Pariser Magister zugeordnet: Petrus wurde am 7. Mai 1275 durch den Kardinallegaten Simon von Brion zum Rektor der Universität Paris bestellt. Laut Flüeler (2011) ist dies möglich, aber nicht sicher. (Andrews übergeht es ganz.) Der neue Rektor sollte einen mehrjährigen Streit zwischen zwei Parteien der Pariser Artistenfakultät schlichten Dieser Streit wurde seit Pierre Mandonnets Untersuchung über Siger von Brabant als ideologische Auseinandersetzung zwischen der konservativen Partei Aubrys von Reims und der radikalen Partei Sigers angesehen; in dieser Sicht wäre Petrus wegen seiner Position als „gemäßigter“ Aristoteliker ausgewählt worden. Dagegen wendet René A. Gauthier ein, es habe sich um einen Streit zwischen Nationen gehandelt; Petrus sei Kanzler geworden, weil er Franzose war. Ab 1286 war Petrus wohl eine Zeitlang Kanoniker von Paris. Am 21. Januar 1302 ernannte Papst Bonifaz VIII. Petrus zum Bischof von Clermont; dieses Amt hatte er bis zu seinem Tod am 25. September 1304 inne. (Andrews hält die Zuordnung des Bischofsamtes an den Magister für unsicher und bezieht die Angabe „de Croco“ auf den Bischof von Clermont, das heißt nicht unmittelbar auf den Pariser Magister.)
Petrus wird in der Historia ecclesiastica des Tolomeo von Lucca als „treuester Schüler“ (fidelissimus discipulus) des Thomas von Aquin bezeichnet. Vor allem deshalb kam das Missverständnis auf, er wäre hinsichtlich seiner wissenschaftlichen Position ein Thomist. Er war zwar – mindestens eine Zeitlang – von Thomas beeinflusst, dachte aber selbständig weiter. Petrus als Thomisten zu bezeichnen, wird seiner Bedeutung nicht gerecht (insbesondere wenn „Thomist“ im Sinne von „Epigone des Thomas“ gemeint ist). Es ist unsicher, ob er als ein Schüler des Thomas Vorlesungen von ihm gehört hat. Viele seiner Werke sind nicht ediert. Sein hohes Ansehen bei seinen Zeitgenossen hatte zur Folge, dass ihm einige Werke fälschlicherweise zugeschrieben wurden.

## Wirken

### Philosophie
Petrus war einer der einflussreichsten Aristoteles-Kommentatoren des Mittelalters. Er verfasste Kommentare zu fast allen Aristoteles-Werken, die damals an der Pariser Artistenfakultät gelehrt wurden. Sie gehören teils in die Gattung Literalkommentar (expositio bzw. sententia), die aus einer Gliederung der Textvorlage (divisio textus) und der eigentlichen Texterläuterung bestehen; teils handelt es sich um Quaestionenkommentare, die das Thema anhand ausgewählter Fragen behandeln und dabei weniger eng an der kommentierten Textvorlage bleiben.
Zwei der Literalkommentare, die zu De caelo et mundo und Politik, vervollständigen den entsprechenden unvollständigen Kommentar des Thomas von Aquin und wurden gemeinsam mit Thomas’ Teil verbreitet. Der Text des Literalkommentars zur Politik wurde in der durch Ludovicus Valentia besorgten Druckausgabe von 1492 verfälscht, wobei diese Verfälschungen in allen Editionen bis ins 20. Jahrhundert übernommen wurden. Von Petrus’ Teil des Kommentars liegt lediglich der Anfang von Buch III kritisch ediert vor. Im (noch unedierten) Quaestionenkommentar zur Politik begründet Petrus die politische Wissenschaft metaphysisch. In diesem Werk geht er ausführlich auf die Begründung der servitus (Sklaverei beziehungsweise Knechtschaft) ein. Der Kommentar hatte Einfluss auf den Defensor pacis des Marsilius von Padua. –
Petrus’ Quaestionenkommentar zur Metaphysik enthält Positionen, die von der Pariser Lehrverurteilung von 1277 betroffen waren.

### Theologie
Nachdem er 1296 Magister der Theologie geworden war, entstanden bis 1301 die überlieferten sechs Quodlibeta als Ergebnis jener Disputationen, die Jahr für Jahr in der Adventszeit stattfanden. –  In seiner Theologie orientiert er sich an seinen Lehrern Heinrich von Gent und Gottfried von Fontaines, wobei er oft deren Kritik an Thomas von Aquin übernimmt; zum Beispiel revidiert er unter dem Einfluss Gottfrieds seine Einstellung zum Individuationsprinzip.